# Indiana Jones and the Last Crusade: The Action Game
Indiana Jones and the Last Crusade, sottotitolato The Action Game su gran parte delle confezioni, è un videogioco tratto dal film Indiana Jones e l'ultima crociata, pubblicato nel 1989 per molti tipi di home computer dalla LucasFilm Games e in Europa dalla U.S. Gold. Negli anni seguenti venne convertito anche per diverse console, in alcuni casi edito da Ubisoft.
Il sottotitolo lo distingueva in particolare dal contemporaneo Indiana Jones and the Last Crusade: The Graphic Adventure di genere diverso. Per NES oltre a questo uscì anche un altro Indiana Jones and the Last Crusade, di genere e produttori diversi.

## Modalità di gioco
Il giocatore controlla Indiana Jones attraverso una serie di livelli a piattaforme con visuale di profilo e scorrimento multidirezionale.
L'obiettivo dei livelli è raggiungere l'uscita, cosa che spesso richiede esplorazione, e in alcuni casi bisogna prima trovare determinati oggetti. Si devono affrontare nemici armati, trappole e pericoli di vario genere, tra cui anche le cadute da altezze eccessive.
Indiana può saltare, abbassarsi, salire su corde o scale verticali, e può combattere a pugni oppure con la frusta; questa ha maggior gittata, ma deve prima essere trovata, e ogni frusta si può usare un numero limitato di volte. Si ha una certa quantità di energia oltre che più vite.
Le fasi da affrontare sono ispirate a varie scene del film e possono variare un po' a seconda della versione, generalmente sono le seguenti:
- Indiana, ancora ragazzo (ma solo su Amiga, Atari e DOS il personaggio ha aspetto differente), deve recuperare la Croce di Coronado in una labirintica caverna. Per avere buona visibilità è necessario anche raccogliere delle torce che si consumano col tempo.
- Il giovane Indiana attraversa un treno del circo camminando sul tetto dei vagoni. Qui il percorso è lineare e lo scorrimento è solo orizzontale.
- Indiana ora è adulto ed esplora le catacombe in cerca di uno scudo (livello presente solo sulle console e su Commodore 64).
- Si deve risalire il castello di Grünwald, difeso da guardie naziste.
- A bordo dello Zeppelin Indiana deve ritrovare le pagine del diario di suo padre.
- Si attraversa un antico tempio pieno di trappole per arrivare finalmente al Graal.  Anche questo è un livello lineare a scorrimento orizzontale; su molti sistemi è anche l'unico livello con visuale isometrica e la possibilità di muovere Indiana anche un po' in profondità.